# Incursión de Uchiza de 1989
La incursión de Uchiza fue una incursión armada realizada el 28 de mayo de 1989 por el Ejército Guerrillero Popular de Sendero Luminoso. La incursión, que buscaba obtener dinero, resultó en fracaso.

## Contexto
Según la Comisión de la Verdad y Reconciliación (CVR) eran difusas las intenciones que llevaron al Partido Comunista del Perú-Sendero Luminoso a realizar el ataque. El CVR notifica que el ataque pudo estar motivado para la adquisición de dinero, ya que los insurgentes se centraron en el centro de Uchiza, ante las agencias bancarias.

## Planificación
El ataque fue planificado por Florindo Eleuterio Flores Hala (Camarada Artemio), líder de las bases senderistas del PCP-SL en el frente del Alto Huallaga, que en una década posterior se escindiría como la «facción del Huallaga».
Los lugares a atacar se centraban en la plaza principal de la ciudad, teniendo por objetivo asegurar el control del Banco de la Nación para la extracción del dinero. El Ejército Guerrillero Popular secuestró cuatro camionetas con sus choferes. Los choferes fueron obligados por los senderistas a ir hacia Uchiza.
Una brigada del Partido Comunista realizaría tiroteos en la comisaría policial, como un ataque de distracción.

## Incursión

### Enfrentamiento en el banco de la Nación
La incursión comenzó a las 3:55 de la tarde con el ingreso de cuatro camionetas a Uchiza con destino a diferentes puntos estratégicos. Dos de ellas se dirigieron al palacio municipal, una tercera se estacionó frente al local del Banco de la Nación, miembros del Ejército Guerrillero Popular bajaron presurosamente y se toparon con que la sede bancaria estaba atendiendo con las puertas cerradas. Los militantes ya nerviosos acribillaron las puertas en un intento desesperado por ingresar, atrás de ellas la cola de espera de los usuarios fueron los que recibieron el mayor daño, causando la muerte de cuatro personas, incluido el del policía que estaba de guardia.
Cuatro miembros de la Policía Nacional del Perú liderados por el capitán PNP Jhon Kaser se dirigieron al banco una vez enterados del ataque, y en el camino se le sumó una patrulla con tres efectivos más. Cuando ambos bando se encontraron en la entrada de la entidad, comenzó el enfrentamiento. Uno de los miembros del Ejército Guerrillero Popular fue herido de muerte, también se registró cinco heridos del bando senderista. Minutos después acudió un helicóptero policial en apoyo de sus compañeros; los sobrevivientes del bando subversivo se retiraron en una de las camionetas, mientras que el otro vehículo fue abandonado.

### Retirada del Ejército Guerrillero Popular
Los militantes senderistas huyeron en sus camionetas, en el albor del conflicto, uno de los choferes intentó escapar de sus captores, sin lograrlo y por consiguiente siendo disparado, aunque logró sobrevivir arrastrándose y ser luego socorrido por los locales. El Ejército del Perú llegó a las 4:45 p. m. para engrosar las filas gubernamentales.
La brigada del Ejército Guerrillero Popular que estaba destinada al ataque de distracción inició su operación disparando desde unos montes cercanos a la comisaría donde los policías que se quedaron en la retaguardia respondieron de igual forma, el interés ahora era hacer tiempo para la huida de sus compañeros.
Un trabajo conjunto entre la policía nacional y el ejército se lanzaron a la captura de los senderistas que escapaban a la periferia de la ciudad, en esta operación se logra capturar a los otros choferes aparentemente secuestrados, que luego fueron trasladados a la comisaría.

## Hechos posteriores
Un día luego de la incursión, el jefe político militar de San Martín-Huánuco, general EP. José Williams, junto a autoridades de la región San Martín llegaron al lugar de los hechos. El obispo de la diócesis de Huánuco, Germán Artale, y los funcionarios del banco de la Nación prometieron ayudar a las familias con los gastos funerarios. El alcalde de Uchiza, Juan Reymundo Navarro, partió con dirección a Lima.